# Бирджис Кадр

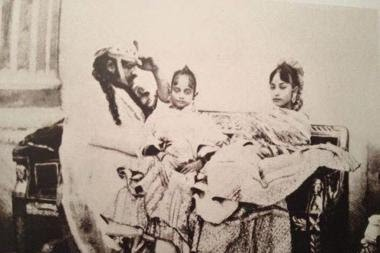
Слева направо: Король Ауда Ваджид Али Шах, сам Бирджис Кадр и его мать Бегум Хазрат Махал

Бирджис Кадр, Мирза Мухаммад Рамзан Али Бахадур (хинди बेगम हज़रत महल, урду بیگم حضرت محل‎‎;
20 августа 1845 — 14 августа 1893) — наваб Ауда (5 июля 1857 — 3 марта 1858), четвертый сын последнего наваба Ауда Ваджида Али-шаха.
После начала восстания сипаев мать Бирджиса Кадра назначила его монархом княжества Ауд в 1857 году и стала его регентом. Хотя они оказали жесткое сопротивление британским войскам, они бежали в Катманду (Непал) на следующий год после захвата Лакхнау. В Катманду Бирджис Кадр стал поэтом и организовал мушайра (поэтические соревнования).
В 1887 году Бирджис Кадр вернулся в Индию и переехал в Метиабруз, окрестности Калькутты. В 1893 году его якобы убили его же собственные родственники.

## Ранняя жизнь и интронизация
Бирджис Кадр родился 20 августа 1845 года в Кайсар Баге, Лакхнау, княжество Ауд. Он был четвертым сыном Ваджида Али-шаха (1822—1887), последнего короля Ауда (1847—1856). Его матерью была Бегум Хазрат Махал (ок. 1820—1879), одна из временных жен Ваджида Али-шаха. в феврале 1856 года Ваджид Али-шах, отец Бирджиса Кадра, был свергнут британцами под предлогом неправильного управления и был отправлен в ссылку в Метиабруз, окрестности Калькутты.
В мае 1857 года в Индии вспыхнуло восстание сипаев против владычества Британской Ост-Индской компании, а Бегум Хазрат Махал возглавила повстанцев в бывшем княжестве Ауд в Северной Индии. Решительная победа повстанческих сил в битве при Чинхате (30 июня 1857 года) вынудила англичан укрыться в резиденции (что в конечном итоге привело к осаде Лакхнау). 5 июня 1857 года одиннадцатилетний Бирджис Кадр был объявлен навабом Ауда его матерью Бегум Хазрат Махал при активным содействии Джайлала Сингха, главного представителя повстанческой армии. Его коронация была широко поддержана местными дворянами . Историк Рудрангшу Мукерджи отмечает, что хотя повстанцы позволили Бегум Хазрат Махал править государством от имени своего сына Бирджиса Кадра, они добилась для себя значительной степени автономии . Новый наваб Бирджис Кадр впоследствии написал последнему императору Великих Моголов Бахадур Шаху II, прося утвердить его правление. Он получил подтверждение от могольского падишаха и стал использовать титул «вазир».

## Правление
В сентябре 1857 года британский полк под командованием Джеймса Аутрама и Генри Хэвлока сумел прорвать оборону мятежников и войти в королевскую резиденцию в Лакхнау. Тем не менее, усилившийся английский гарнизон в Лакхнау оставался в меньшинстве по отношению к повстанцам и оставался изолированным. Историк Мукерджи сообщал, что повстанцы вели весьма эффективную блокаду резиденции. Восстание получило широкую поддержку населения, почти все призывы англичан к переговорам или помощи были полностью проигнорированы. Несмотря на подавление восстания сипаев в других частях Индии, Лакхнау и Ауд оставался последним крупным бастионом антибританских сил в Индии и привлекал многочисленных сторонников из других регионов, включая Наны Сагиба, Холкара и др.
В ноябре 1857 года другой британский полк под командованием Колина Кэмпбелла, которому помогало население резиденции, прорвал многократную оборону на окраинах столицы и разгромил местные повстанческие силы, чтобы безопасно эвакуировать осажденный гарнизон. После этого Кэмпбелл решил отступить и защищать другие города (особенно Аламбаг), которые находились под непосредственной угрозой нападения повстанцев. Повстанцы продолжали собираться в большом количестве в Лакхнау, что было географически и стратегически выгодно для их будущих операций. В Аламбаге, где укрепился Джеймс Аутрам, он был атакован шесть раз с повстанцами, силы которых превышали 30 000 человек.
К декабрю 1857 года коммуникационные сети и восстания в других частях Индии были полностью подавлены. Лидеры мятежников были изолированы друг от друга и столкнулись с бесплодной войной и неизбежным поражением. В том же месяце мятежники пережили внутреннюю вражду. Ахмадулла Шах, мавлави из Файзабада, бросил вызов руководству наваба Бирджиса Кадра, что привело к поляризации мятежников. Обе фракции столкнулись по крайней мере один раз, и их военные стратегии часто были в оппозиции, влияя на сражения. Дезертирство становились все более обычным явлением. Однако в докладах внутренней разведки британских властей делается вывод о том, что они не могут использовать напряженность в своих интересах.
Колин Кэмпбелл наступал на Лакхнау в конце февраля 1858 года. К 16 марта, после интенсивных уличных боев, британские войска полностью захватили Лакхнау, заставив Бегум, ее сторонников и Бирджиса Кадра покинуть город. Колин Кэмпбелл не смог обеспечить безопасность путей отступления, и мятежное население переместилось в сельскую местность, что означало, что падение Лакхнау не привело автоматически к ожидаемому подчинению Ауда.
Бегум Хазрат Махал отклонила британское предложение о помиловании и пенсии, тем самым отказавшись отказаться от прав своего сына и рассеялась по окрестностям Баунди. Падение Лакхнау разрушило фракцию Ахмадуллы Шаха. Бегум Хазрат поддерживала подобие своего прежнего правления. Она стремилась мобилизовать повстанческие силы и планировала еще один раунд вооруженной борьбы против британских властей . Были выпущены прокламации, призывающие местное население организованно восстать против британских оккупантов, и Бирджис Кадр пообещал денежное возмещение тем, кто был ранен или убит в бою.
В мае 1858 года Бирджис Кадр написал письмо Джангу Бахадуру Ране, первому министру Непала, утверждая, что британцы развратили веру индусов и мусульман, и призвал его отправить свои войска в Ауд для борьбы с британцами. Рана отказался помочь Бирджису Кадру, вместо этого попросив его сдаться Генри Монтгомери Лоуренсу, комиссару Лакхнау, и попросить прощения.
Тем временем, поскольку большинство местных мятежников были разгромлены и подвергнуты образцовому наказанию со стороны британцев, наваб Бирджис Кадр и Бегум Хазрат Махал переправились через реку Рапти, чтобы укрыться в Катманду, столице Непала.

## Изгнание в Непале

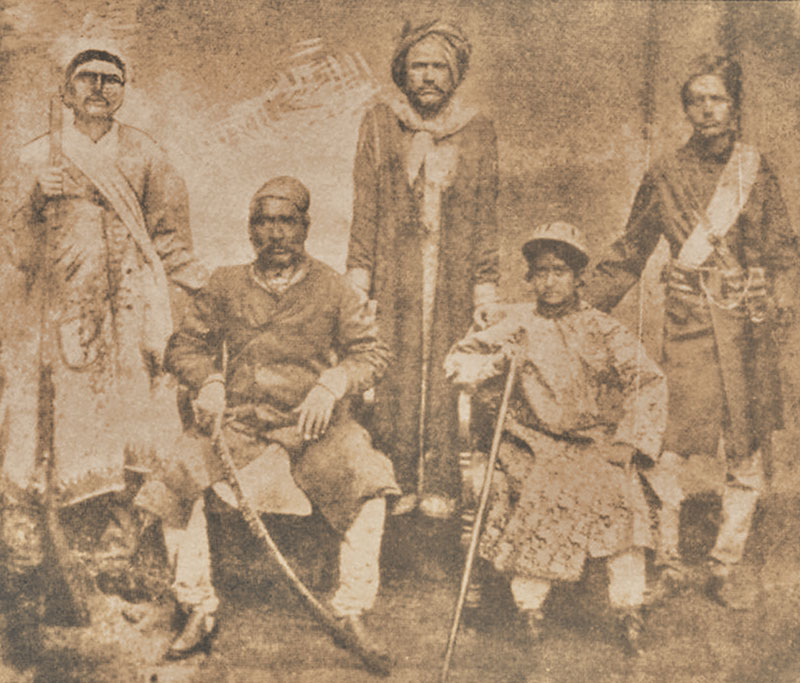
Бирджис Кадр в Непале (сидит слева), 1870-е годы

Прибыв в Катманду, Бирджис Кадр вновь обратился к Ране с просьбой о предоставлении убежища, и, несмотря на первоначальные колебания, ему и его матери было разрешено остановиться в «Барф баг», расположенном неподалеку от дворца Тапатали Дарбар. В результате одновременной сделки Рана приобрел драгоценности стоимостью около 40 000 рупий всего за 15 000 рупий.
Во время пребывания в Катманду Бирджис Кадр стал шаяром (поэтом) и организовал мехфилы в городе, самые ранние из которых были записаны в 1864 году . Он писал стихи на тарахи мушайра (концерты). Стихи Бирджиса Кадра были записаны Хваджа Найемуддином Бадакаши, кашмирским мусульманином, живущим в Катманду.

## Личная жизнь
Находясь в Непале, он женился на Мехтаб Ара Ахтар Бану Бегум Сахибе (ок. 1859—1929), предполагаемой внучке последнего могольского императора Бахадур Шаха II. У них было два сына и три дочери:
- Хуршид Кадр (1878, Катманду — 15 августа 1893, Калькутта)
- Махер Кадр, Мухаммад Захид Али Мирза (24 декабря 1893, Калькутта — 12 марта 1961, Калькутта)
- Наваб Амджади Бегум Сахиба (1864, Катманду — после 1889)
- Наваб Джамал Ара Султан Мариам Бегум Сахиба (1875, Катманду — 14 августа 1893, Калькутта)
- Наваб Хусайн Ара Бегум Сахиба (1876, Катманду — сентябрь 1949).

## Возвращение в Индию и смерть
В 1893 году, через несколько лет после смерти своего изгнанного отца, Бирджис Кадр вернулся в Калькутту.
47-летний Бирджис Кадр скончался 14 августа 1893 года в Арабагском дворце. По словам его внука Коукаб Кадра, жена Бирджиса Мехтаб Ара Бегум была предположительно единственным свидетелем обеда, на котором Бирджис Кадр вместе со своим старшим сыном и другими доверенными лицами были отравлены его братьями и сестрами и ревнивыми бегумами (высокопоставленными женщинами). Мехтаб Ара Бегум, будучи беременной, не присутствовала на обеде.